# Кугу Шурга
Кугу Шурга (мар. Кугу Шӱргӧ) — деревня в Моркинском районе Республики Марий Эл. Входит в состав Шалинского сельского поселения.

## География
Находится в юго-восточной части республики Марий Эл на расстоянии приблизительно 16 км по прямой на запад от районного центра посёлка Морки.

## История
Появилась в середине XVIII века. В конце XVIII века проживало 139 человек в 18 дворах. К концу XIX века в деревне насчитывалось 65 хозяйств. В 2004 году здесь Кугу Шурга оставалось 30 домов. В советское время работали колхозы «Кугу Шурго», «Броневик», «Путь Ленина», совхоз «Путь Ленина».

## Население
Население составляло 63 человека (мари 97 %) в 2002 году, 42 в 2010.